# إلين أولني كيرك
إلين أولني كيرك (بالإنجليزية: Ellen Olney Kirk)‏ (1842 - 1928)؛ كاتبة للأطفال وروائية أمريكية.